# ジェフ・マルダー
ジェフ・マルダー (Geoff Muldaur, 1943年8月12日生まれ)は、アメリカ合衆国のシンガー、ギタリスト、ソングライターであり、ジム・クウェスキン・ジャグ・バンドの創設メンバーの一人。ポール・バターフィールドのベター・デイズのメンバーとしても活躍した。 

## 来歴
1960年代のジム・クウェスキン・ジャグ・バンドでの活動で実績を積んだのち、ジェフは1968年、当時の妻であったマリア・マルダーとともにワーナー・ブラザースの下でファースト・アルバム『ポテリィ・パイ (Pottery Pie)』をレコーディングした。このアルバムで彼は「Brazil」
(ブラジルの水彩画)を取り上げ、これはテリー・ギリアムの監督による映画『未来世紀ブラジル』(1985年)のテーマ曲となった。このアルバムのレコーディング後、マルダー夫妻はウッドストックに移住している。彼らはジェフがポール・バターフィールドのベター・デイズ・バンドに加入した直後の1972年に離婚している。
1976年、バターフィールドのバンドから脱退すると、マルダーはハンニバル・レコードのために、エイモス・ギャレットとともにジェフ・マルダー・アンド・ザ・ナイト・ライツ名義でのアルバム・レコーディングを行なった。彼はまたボビー・チャールズ、ジェリー・ガルシア、エリック・フォン・シュミット、ボニー・レイット、ジョン・ケイルといった人たちともレコーディングを行なっている。1980年代初頭には、彼はステージやレコーディングの活動から身を引き、長期に渡る休暇を取っている。彼は映画やテレビのためのスコアを書いてエミー賞を受賞、またレニー・ピケット、リチャード・グリーンのアルバムのプロデュースを行なった。2003年には、ドイツ・グラモフォンが彼のアルバム『Private Astronomy: A Vision of the Music of Bix Beiderbecke』をリリースしている。2009年、マルダーはスティーヴン・ブルートン、シンディ・キャッシュダラー、スージー・トンプソン、ジョニー・ニコラス、ブルース・ヒューズというメンバーとともに、ジェフ・マルダー・アンド・ザ・テキサス・シークスを結成。ブルートンは2009年に亡くなったが、トラディション＆モダーン・レーベルよりアルバム『テキサス・シークス』がリリースとなった。

## 私生活
ジェフ・マルダーは1964年、マリア・ダマートと結婚した。彼らには1964年3月29日、娘ジェニー・マルダーが誕生。彼女もミュージシャンの道を進んだ。クウェスキンのグループの解散後、二人は共作で2つのアルバムを制作した。その後1972年に離婚するとマリアはソロ活動を開始したが、マルダー姓を名乗り続けた 。
彼の姉ダイアナ・マルダーは女優、彼の二人の娘ジェニとクレアはともにミュージシャンとなっている。

## ディスコグラフィー

### リーダー作
- 1964年『Sleepy Man Blues』 (Prestige)
- 1968年『Pottery Pie』with Maria Muldaur (Reprise)
- 1972年『Sweet Potatoes』with Maria Muldaur (Reprise)
- 1975年『Is Having a Wonderful Time』 (Reprise)
- 1976年『Motion』 (Reprise)
- 1978年『Geoff Muldaur & Amos Garrett』 (Flying Fish)
- 1979年『Blues Boy』 (Flying Fish)
- 1979年『Live in Japan』 (Yupiteru)
- 1980年『I Ain't Drunk』 (Hannibal)
- 1998年『The Secret Handshake』 (HighTone)
- 1999年『Beautiful Isle of Somewhere』 (Tradition & Moderne)
- 2000年『Password』 (HighTone)
- 2003年『Private Astronomy: A Vision of the Music of Bix Beiderbecke』 (Edge Music)
- 2009年『Texas Sheiks』 (Tradition & Moderne)[4]

ジム・クウェスキンとの作品
- 1963年『Jim Kweskin and the Jug Band: Unblushing Brassiness』 (Vanguard)
- 1965年『Jug Band Music』 (Vanguard)
- 1966年『See Reverse Side for Title』 (Vanguard)
- 1967年『Garden of Joy』 (Reprise)
- 2015年『Penny's Farm』 (Kingswood)

### サイドマンまたはゲスト参加
エリック・フォン・シュミットとの共作
- 1964年『The Folk Blues of Eric Von Schmidt』 (Prestige)
- 1965年『Eric Sings Von Schmidt』 (Prestige)
- 1972年『2nd Right 3rd Row』 (Poppy)
- 1978年『Eric Von Schmidt and the Cruel Family』 (Philo)

その他共演
- 1972年 ボビー・チャールズ 『Bobby Charles』 (Bearsville)
- 1972年 エヴァリー・ブラザーズ 『Stories We Could Tell』 (RCA Victor)
- 1973年 ポール・バターフィールド 『Better Days』 (Bearsville, 1973)
- 1974年 ボブ・ニューワース 『Bob Neuwirth』 (Asylum)
- 1975年 ジョン・ケイル 『Slow Dazzle』 (Island)
- 1990年 ジェリー・ガルシア 『Garcia』 (Grateful Dead)
- 1994年 ヴィンス・ベル 『Phoenix』 (Watermelon, 1994)
- 1996年 メアリー・フラワー 『Rosewood & Steel』 (Bluesette)
- 1999年 ジョン・セバスチャン 『Chasin' Gus' Ghost (Hollywood)
- 2004年 ジェリー・ガルシア 『All Good Things』 (Rhino)
- 2009年 ラウドン・ウェインライトIII 『High Wide and Handsome』 (Proper)